# 5188 Paine
Az 5188 Paine (ideiglenes jelöléssel 1990 TZ2) a Naprendszer kisbolygóövében található aszteroida. Eleanor F. Helin fedezte fel 1990. október 15-én.